# Chinees Taipei op de Olympische Winterspelen 1998
Tijdens de Olympische Winterspelen van 1998, die in Nagano (Japan) werden gehouden, nam Chinees Taipei voor de zevende keer deel.

## Deelnemers en resultaten
(m) = mannen, (v) = vrouwen 

### Bobsleeën
| Olympiër                                                  | Discipline                     | Resultaat | Prestatie                                        |
| --------------------------------------------------------- | ------------------------------ | --------- | ------------------------------------------------ |
| Sun Kuang-Ming Cheng Jin-Shan                             | 2-mansbob (m) Chinees Taipei I | 34e       | 3.47,34 (+10,10) (56,84 / 56,86 / 56,71 / 56,93) |
| Sun Kuang-Ming Duh Maw-Sheng Chang Mau-San Cheng Jin-Shan | 4-mansbob (m) Chinees Taipei I | 26e       | 2.45,95 (+6,54) (55,30 / 55,13 / 55,52)          |

### Kunstrijden
| Olympiër  | Discipline | Resultaat | Prestatie           |
| --------- | ---------- | --------- | ------------------- |
| David Liu | mannen     | 27e       | dnq (korte kür: 27) |

### Rodelen
| Olympiër          | Discipline | Resultaat | Prestatie                                              |
| ----------------- | ---------- | --------- | ------------------------------------------------------ |
| Hsieh Hsiang-Chun | mannen     | 30e       | 3.34,769 (+16,333) (54,192 / 53,093 / 53,325 / 54,159) |
| Lee Yi-Fang       | vrouwen    | 29e       | 3.40,034 (+16,255) (55,052 / 55,217 / 56,648 / 53,117) |

Amerikaanse Maagdeneilanden · Andorra · Argentinië · Armenië · Australië · Azerbeidzjan · België · Bermuda · Bosnië en Herzegovina · Brazilië · Bulgarije · Canada · Chili · China · Chinees Taipei · Cyprus · Denemarken · Duitsland · Estland · Finland · Frankrijk · Georgië · Griekenland · Groot-Brittannië · Hongarije · Ierland · IJsland · India · Iran · Israël · Italië · Jamaica · Japan · Joegoslavië · Kazachstan · Kenia · Kirgizië · Kroatië · Letland · Liechtenstein · Litouwen · Luxemburg · Macedonië · Moldavië · Monaco · Mongolië · Nederland · Nieuw-Zeeland · Noord-Korea · Noorwegen · Oekraïne · Oezbekistan · Oostenrijk · Polen · Portugal · Puerto Rico · Roemenië · Rusland · Slovenië · Slowakije · Spanje · Trinidad en Tobago · Tsjechië · Turkije · Uruguay · Venezuela · Verenigde Staten · Wit-Rusland · Zuid-Afrika · Zuid-Korea · Zweden · Zwitserland